# Serapias vomeracea
Serapias vomeracea là một loài lan được tìm thấy từ nam trung bộ châu Âu, Lưu vực Địa Trung Hải đến Kavkaz.

## Hình ảnh

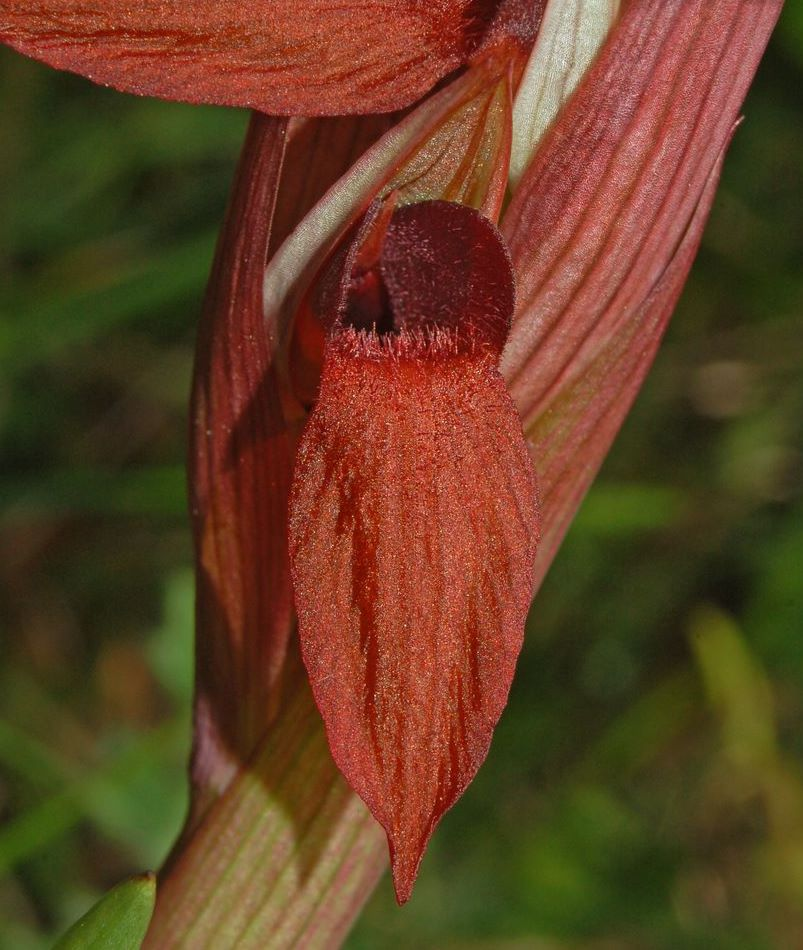
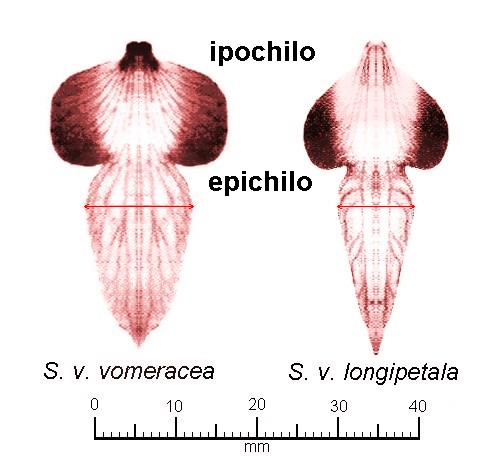
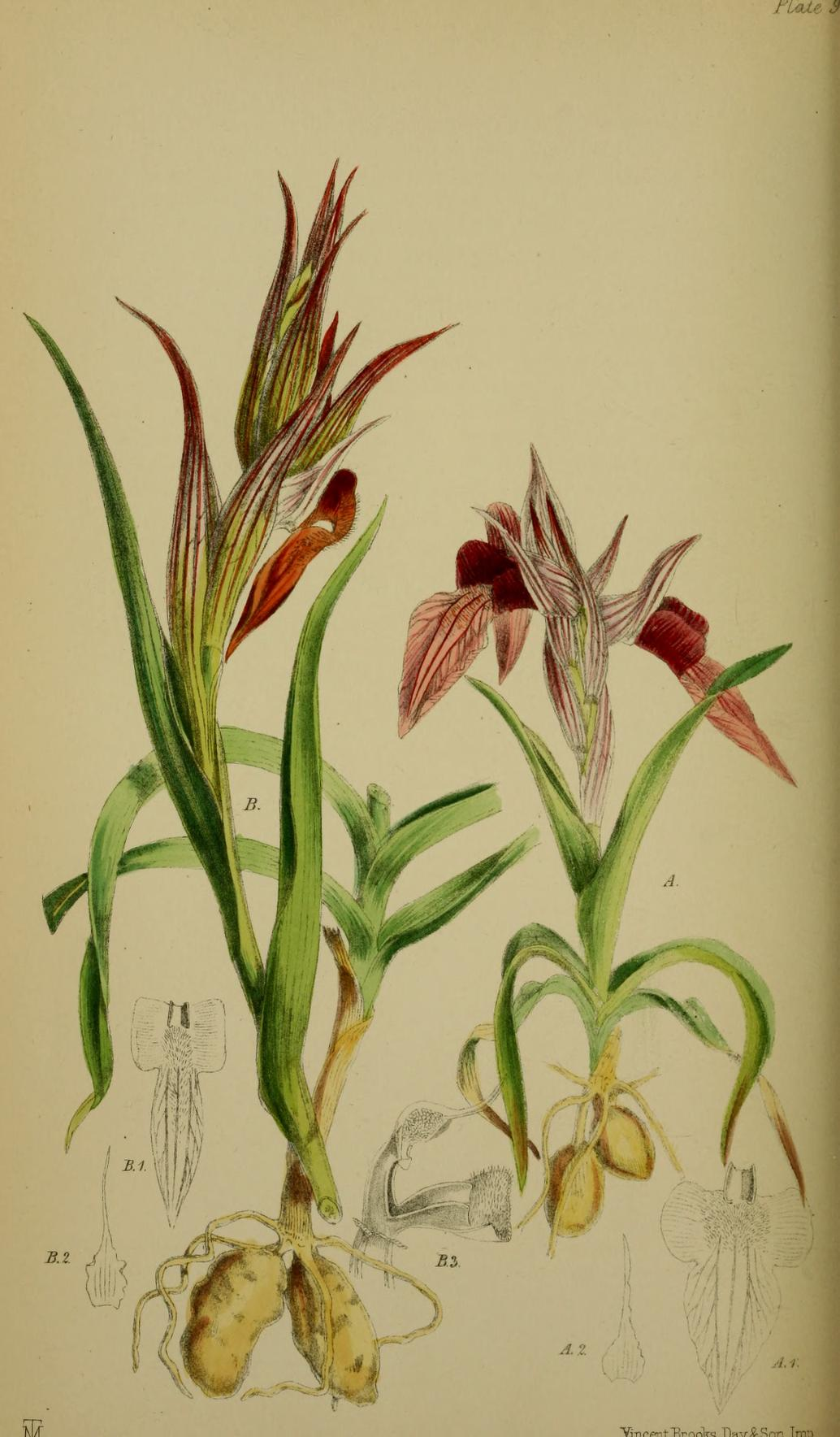
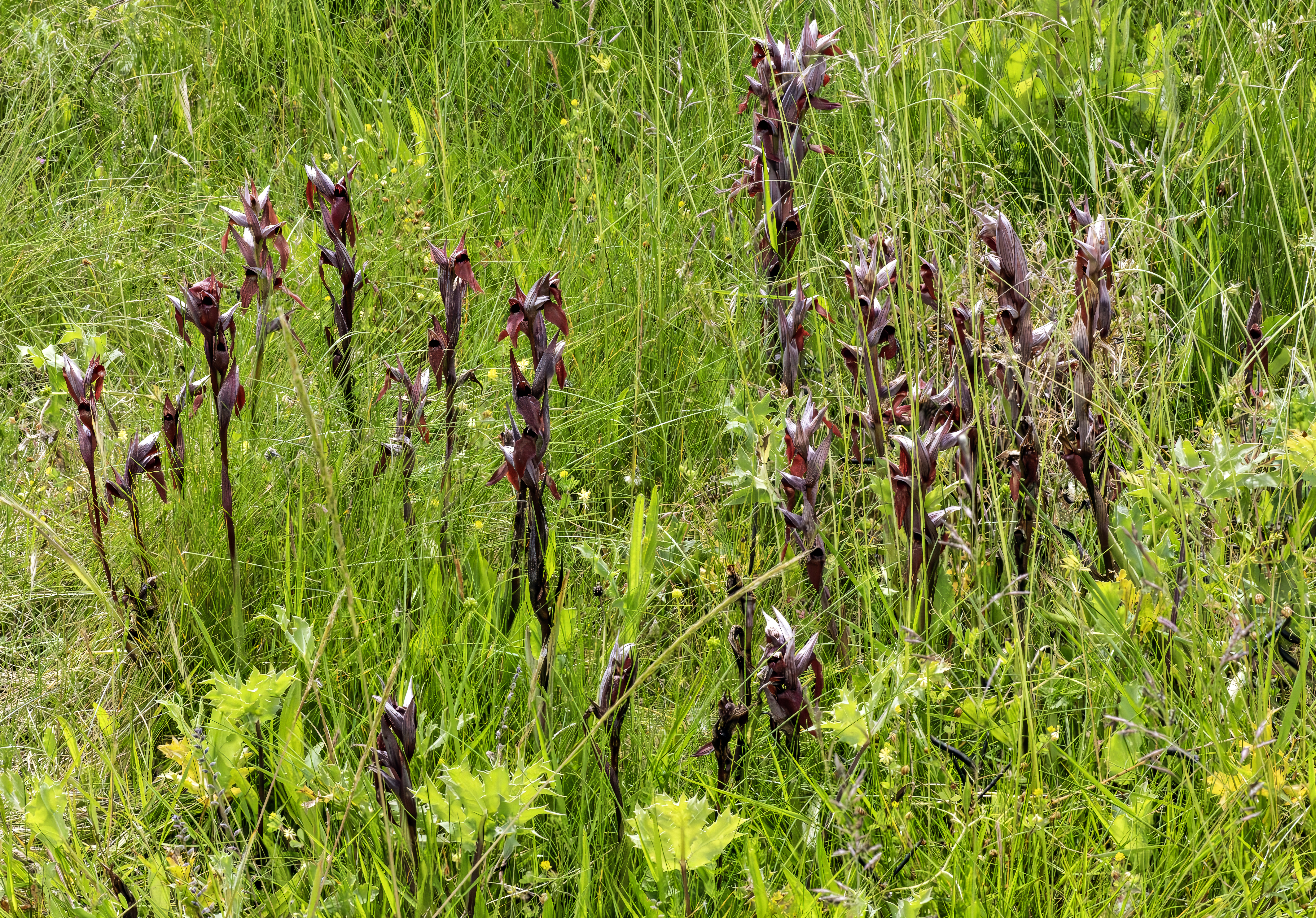